# Ère Engi
L'ère Engi (延喜) est une des ères du Japon (年号, nengō, lit. « nom de l'année ») après l'ère Shōtai et avant l'ère Enchō. Cette ère couvre la période allant du mois de juillet 901 au mois d'avril 923. L'empereur régnant est Daigo-tennō (醍醐天皇).

## Changement d'ère
- 23 janvier 901 Engi gannen (延喜元年?) : Le nom de la nouvelle ère est créé pour marquer un événement ou une série d'événements. L'ère précédente se termine là où commence la nouvelle, en Shōtai 4, le 15e jour du 7e mois de 901[3].

## Événements de l'ère Engi
- 1er février 901 (Engi 1,1re jour du1re mois) : Il y a une éclipse de Soleil[4].
- 901 (Engi 1): L'« incident » Sugawara no Michizane se développe; Il est cependant impossible d'en connaître plus de détails car Daigo a ordonné que toutes les notes et mémoires de cette période soient brûlées[5].
- May 905 (Engi 5, 4e mois) : Ki-no Tsurayuki presente à l'empereur la compilation du Kokin Wakashū, une anthologie de poésie waka[6].
- 909 (Engi 9, 4e mois) : Le sadaijin Fujiwara no Tokihira meurt à l'âge de 39 ans. Il est honoré à titre posthume du rang de régent[6].

| Engi      | 1re | 2e  | 3e  | 4e  | 5e  | 6e  | 7e  | 8e  | 9e  | 10e | 11e | 12e | 13e | 14e | 15e | 16e | 17e | 18e | 19e | 20e | 21e | 22e | 23e |
| Grégorien | 901 | 902 | 903 | 904 | 905 | 906 | 907 | 908 | 909 | 910 | 911 | 912 | 913 | 914 | 915 | 916 | 917 | 918 | 919 | 920 | 921 | 922 | 923 |